# Theodor Hurtig
Theodor Hurtig (* 17. Dezember 1897 in Königsberg; † 4. September 1977 in Greifswald) war ein deutscher Geograph, Meteorologe und Fachdidaktiker.

## Leben
Der Lehrersohn legte das Abitur 1917 in Königsberg ab, studierte dort Romanistik, Anglistik, Geographie und Geologie (bei Karl Erich Andrée) bis zur Promotion zum Dr. phil. 1921 bei Max Friederichsen über „Das Pregel-Deime Urstromtal“. Auch das Referendariat legte er in Königsberg ab und wurde 1923 gleich zum Schulleiter in Nordenburg ernannt. 1927 wurde er Studienrat in Bartenstein, von 1928 bis 1935 in Königsberg am Körte-Oberlyzeum. Ab 1935 war er Dozent für Geographie und Methodik an der Hochschule für Lehrerbildung in Elbing, von 1941 bis zum Januar 1945 an der Lehrerinnenbildungsanstalt Elbing. Von 1939 bis 1945 wirkte er als Wehrmachts-Meteorologe und Regierungsrat auf Kriegsdauer. Er trat zum 1. Mai 1933 der NSDAP bei (Mitgliedsnummer 2.270.629), war stv. Ortsgruppenleiter der Fachgruppe Geographie im NS-Lehrerbund Königsberg und seit 1934 Gausachbearbeiter für Erdkunde im NSLB, Gau Ostpreußen. Er war Mitglied des Forschungsrates der Albertus-Universität Königsberg und der Kopernikus-Gesellschaft Danzig.
1946 wurde er außerordentlicher Professor für Praktische Pädagogik an der Universität Rostock, 1951 ordentlicher Professor für Geographie an der Universität Greifswald bis zur Pensionierung 1963. Seit 1954 leitete er die Zweigstelle des Instituts für Landesforschung und Naturschutz. Seit 1954 war er Gründungsmitglied der Geographischen Gesellschaft der DDR, seit 1957 Mitglied der Meteorologischen Gesellschaft der DDR. Er wurde mit der Alexander-von-Humboldt-Medaille (1959) und der Pestalozzi-Medaille für treue Dienste (1960) geehrt.

## Schriften
- Erdkunde. In: Ernst Dobers, Kurt Higelke (Hrsg.): Der Rassengedanke in der Unterrichtsgestaltung der Volksschulfächer. Leipzig 1938, S. 253–277; 3., durchges. und verbess. Auflage. Klinkhardt, Leipzig 1940, OCLC 1383761681.
- Ostpreußen in seiner Bedeutung für das Deutsche Reich (= Raum und Volk. Gruppe 7. Heft 19). J. Beltz, Langensalza/Berlin/Leipzig 1938, DNB 580256316.
- Die mecklenburgische Boddenlandschaft und ihre entwicklungsgeschichtlichen Probleme. Ein Beitrag zur Küstengeschichte der Ostsee (= Neuere Arbeiten zur mecklenburgischen Küstenforschung. ZDB-ID 999727-1, Band 1). Deutscher Verlag der Wissenschaften, Berlin 1954, DNB 452148499.
- Physische Geographie von Mecklenburg. Unter Mitarbeit von Franz Fukarek und Jürgen Stübs. VEB Deutscher Verlag der Wissenschaften, Berlin 1957, DNB 452148502.